# Kubbälg
Kubbälg är en bälg som används i en orgel. Den uppfanns 1819 av orgelbyggaren Jürgen Marcussen (1781-1860). Den består av två stycken öppna kuber, den ena är större än den andra så de passar in i varandra.